# Web 2.0
Ne doit pas être confondu avec Internet2.
Le Web 2.0, également appelé Web participatif, désigne l'ensemble des techniques, des fonctionnalités et des usages qui ont suivi la forme originelle du Web, www ou World Wide Web, caractérisé par plus de simplicité et d'interactivité. Il concerne en particulier les interfaces et les échanges permettant aux internautes ayant peu de connaissances techniques de s'approprier des fonctionnalités du Web. Ils peuvent d'une part contribuer à l'échange d'informations et interagir (partager, échanger, etc.) de façon simple, à la fois au niveau du contenu et de la structure des pages, et d'autre part entre eux, créant notamment le Web social. Grâce aux outils mis à leur disposition, les internautes construisent et contribuent au Web.
Le Web 2.0 augmente l'interactivité au prix d'une complexification interne de la technologie mais permet plus de simplicité d'utilisation, les connaissances techniques et informatiques n'étant pas indispensables pour les utilisateurs.
L'expression « Web 2.0 », utilisée en 2003 par Dale Dougherty (un cadre de la société O'Reilly Media) et diffusée par Tim O'Reilly en 2004, puis consolidée en 2005 avec l'exposé de position What Is Web 2.0, s'est imposée à partir de 2007.
La philosophie du Web 2.0 est multiple :
- le Web est perçu comme une plateforme ;
- l'internaute est codéveloppeur des applications ;
- la richesse se trouve dans les données ;
- il s'appuie sur l'intelligence collective ;
- il propose des interfaces de programmation et graphiques souples et légères ;
- le logiciel se libère de l'ordinateur personnel.

## Présentation
Le Web 2.0 facilite l'interaction entre utilisateurs, la production participative (crowdsourcing) et la création de réseaux sociaux rudimentaires, pouvant servir de contenu et exploitant les effets de réseau, avec ou sans réel rendu visuel et interactif de pages Web. En ce sens, les sites Web 2.0 agissent plus comme des points de présence, ou portails Web centrés sur l’utilisateur plutôt que sur les sites web traditionnels. L’évolution des supports permettant de consulter les sites Web, leurs différents formats, amène en 2008 une approche recentrée sur le contenu plus que sur l’aspect.
Les nouveaux gabarits Web 2.0 (en anglais : template) tentent d’apporter un soin graphique, des effets, en restant compatibles avec cette diversité de supports. Dans le Web 2.0, l'internaute devient acteur en alimentant les sites en contenu, comme les blogs, ou de manière collaborative avec les wikis, voire des dispositifs très rigoureux de type science citoyenne.
Les sites internet 2.0 permettent aux utilisateurs de faire plus que d’en retirer de l’information. En augmentant ce qu'il était déjà possible de faire avec le Web 1.0, ils apportent aux utilisateurs de nouvelles interfaces et de nouveaux logiciels informatiques. Les utilisateurs peuvent maintenant apporter des informations aux sites Web 2.0 et avoir le contrôle sur certaines de celles-ci. Du point de vue des usages et des business models, le changement est radical et justifie donc le terme 2.0 qui symbolise un changement d'ordre de grandeur. Les sites internet qui réussissent le mieux sont désormais ceux dont le contenu est généré par la multitude des internautes eux-mêmes. Ces contenus (informations, conseils, recommandations, évaluations...) ne coûtent presque rien à produire en comparaison des équipes éditoriales qu'il fallait rémunérer jusque-là et sont souvent plus proches des lecteurs donc plus appréciés. C'est ainsi que se crée un véritable cercle vertueux, les contributeurs génèrent quasiment gratuitement un contenu de qualité qui attire à son tour plus d'utilisateurs dont certains deviennent contributeurs. Les taux de croissance des startups et surtout la vitesse avec laquelle elles atteignent désormais une situation rentable s’accélèrent très nettement. Alors que les investisseurs ne voulaient plus entendre parler d'investissement dans des sociétés internet avec l'explosion de la bulle internet en 2001, le Web 2.0 consacre le retour des investisseurs dans les startups numériques.
Du point de vue des techniques de développement web, le terme a été également beaucoup utilisé dans la seconde moitié des années 2000 pour désigner la généralisation de l'utilisation des technologies dites AJAX qui permettent de modifier l’apparence d'une page web en fonction des instructions données par le serveur sans avoir à la recharger, ce qui donne à un site web des possibilités comme interagir avec l'utilisateur lors du remplissage d'un formulaire, faire de l'auto complétion lors du remplissage d'un champ ou faire des effets visuels dynamiques intelligents sur des pages qui étaient au choix soit figées, soit remplies d'effets visuels sans utilités autres que cosmétiques. Même si l'ensemble de ces technologies était disponible depuis l'invention de Javascript par le navigateur Web Netscape depuis 1995, elles avaient été dans un premier temps très peu utilisées et ont même dû attendre 2005 pour se voire accoler une dénomination les désignant. Google a été à l'origine d'une prise de conscience massive de l’intérêt que pouvaient avoir ces technologies lorsqu'il a mis en place une auto complétion des recherches dans son moteur de recherche et a sorti son système de cartographie Google Maps qui permettait de parcourir une carte en ne chargeant une page web qu'une seule fois. Ces technologies assez complexes et longues à mettre en place sont devenues beaucoup plus accessibles avec l'arrivée en 2006 de la bibliothèque jQuery. Dès lors, il a été souvent utilisé le terme de Web 2.0 pour désigner l'arrivée massive des sites internet qui interagissait (parfois avec outrance, on a parlé du piège du Web 2.0) avec l'utilisateur sans avoir besoin de recharger ses pages. Certaines personnes ont préféré utiliser le terme Web 3.0 en considérant qu'une autre révolution technique avait précédé le phénomène de l'AJAX, d'autres ont considéré que la facilitation de l'utilisation d'AJAX n'était pas une révolution assez importante pour la voir distinguée de la sorte.

### Origine du terme
L'expression a été médiatisée en août 2004 par Dale Dougherty (en) de la société O'Reilly Media lors d’une conversation avec Craig Cline de MediaLive en vue de préparer une conférence. Il a suggéré que le Web était dans une période de renaissance ou de mutation, avec un changement de paradigmes et une évolution des modèles d’entreprise. Dougherty a donné des exemples au lieu de définitions : « DoubleClick, c’était le Web 1.0. Google AdSense, c’est le Web 2.0. Ofoto (en), c’était le Web 1.0. Flickr, c’est le Web 2.0. », et recruté John Battelle. Puis, O’Reilly Media, Battelle et MediaLive ont lancé la première conférence Web 2.0 en octobre 2004. La seconde conférence annuelle a eu lieu en octobre 2005.
O’Reilly et Battelle résument comme suit les principes-clés des applications Web 2.0 :
- le Web comme plateforme ;
- les données comme « connaissances implicites » ;
- les effets de réseau entraînés par une « architecture de participation », l'innovation comme l’assemblage de systèmes et de sites distribués et indépendants ;
- des modèles d’entreprise poids plume grâce à la syndication de contenu et de services ;
- la fin du cycle d’adoption des logiciels (« la version bêta perpétuelle »).

O'Reilly cite également les propriétés suivantes caractérisant le Web 2.0 :
- " The service automatically gets better the more people use it" i.e. "Plus le nombre d'utilisateurs d'un service augmente, plus le service s'améliore, automatiquement" (acquiert de la valeur).
- "Users add value" : « De la valeur est générée par les utilisateurs ».

Enfin il considère que "with many areas of Web 2.0,[...] the "2.0-ness" is not something new, but rather a fuller realization of the true potential of the web platform" i.e. "dans beaucoup de domaines du Web 2.0, la qualité "2.0" n'est pas quelque chose de nouveau, mais plutôt une pleine réalisation du véritable potentiel de la plateforme que constitue le web".
Il énonce des recommandations pour concevoir des services 2.0, parmi lesquelles « Design for "hackability" and "remixability." ».

## Technologies
L’infrastructure du Web 2.0 est par nature complexe et changeante, mais elle inclut toujours :
- des logiciels de serveur ;
- la syndication de contenu ;
- des protocoles de messagerie ;
- des standards de navigation ;
- des applications clientes diverses (les plugins, ou greffons, non standards sont généralement évités).

Ces approches complémentaires fournissent au Web 2.0 des capacités de stockage, de création et de diffusion, ainsi que de sérendipité très supérieures à ce qui était précédemment attendu des sites web.
Un site pourrait être considéré comme relevant d'une approche Web 2.0 s'il utilise de manière privilégiée les techniques suivantes :
- CSS, balisage XHTML sémantiquement valide et des microformats ;
- techniques d’applications riches telles qu’Ajax ;
- syndication et agrégation de contenu RSS/Atom ;
- catégorisation par étiquetage ;
- utilisation appropriée des URL ;
- architecture REST ou services web XML.

Le Web 2.0 est défini par son contenu, l’évolution vers le Web 2.0 n'a donc rien à voir avec l’évolution des standards de communication comme le passage à IPv6.

### Application Internet riche
Depuis le début du XXIe siècle, des techniques d’application Internet riches telles qu’AJAX ont amélioré l’expérience utilisateur des applications utilisant un navigateur web.
Une application web utilisant AJAX peut échanger des informations entre le client et le serveur afin de mettre à jour le contenu d’une page web sans rafraîchir la page entière, grâce au navigateur.
Le « Web Géospatial » est l'une des formes émergentes de recomposition géographique des entrées de la connaissance, via les NTIC, la démocratisation du GPS et parfois la production participative appliquée à la cartographie citoyenne (citizen mapping), qui a par exemple donné OpenStreetMap et à d'autres échelles le NASA World Wind puis Google Earth et Microsoft Live Local en 3D en ayant des impacts environnementaux, sociaux et économiques encore mal cernés.

### RSS

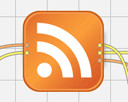
Logo RSS

La première et importante évolution vers le Web 2.0 a été la syndication de contenu, utilisant des protocoles standardisés permettant aux utilisateurs de faire usage des données d’un site dans un autre contexte, allant d’un autre site web au plugin d’un navigateur, ou même d’une application de bureau séparée.
Ces protocoles comprennent RSS, RDF (comme dans RSS 1.1) et Atom. Tous sont basés sur le langage XML.
Des protocoles spécialisés tels que FOAF et XFN (tous deux pour les réseaux sociaux) étendent les fonctionnalités des sites et permettent aux utilisateurs d’interagir de façon décentralisée. Voir les microformats pour des formats de données plus spécialisés.
Cette tendance bottom-up fait que beaucoup de ces protocoles deviennent des standards de facto plutôt que des normes.

### Étiquetage
Des tags, étiquettes ou mots clés améliorent la recherche sémantique qui est de plus en plus heuristique et donc présentée sous la forme d’un nuage de mots clés en anglais : Tag cloud.
Ces étiquettes sont de petites expressions de texte qui décrivent un concept, sont attachées à celui-ci et sont utilisées pour chercher dans un contenu (exemples typiques : un forum, un blog, un annuaire de blogs) et, ce qui est plus important, interconnecter les choses entre elles. Un peu comme dans un réseau neuronal : plus une étiquette est utilisée, plus le concept attaché à l’étiquette est présent et plus il prend de poids. Plus les étiquettes sont présentes ensemble et plus les concepts attachés sont reliés entre eux.
Les « marqueurs » peuvent inclure des Méta-éléments (éléments de métadonnées).

### Étiquetage social, folksonomie
L’étiquetage permet un tri préalable et hiérarchisé des items recherchés.
L'ordre d'apparition des articles provient soit du nombre de références, soit d'une « note de satisfaction » donnée par les lecteurs. Dans ce dernier cas, le système de pondération est défini par un facteur humain (le côté social) qui met en exergue des données ou articles intéressants dans la masse des informations. C'est typiquement le cas des répertoires de blogs en anglais : Social Bookmarking.

### Protocoles web
Les protocoles de communication web sont un élément clé de l’infrastructure Web 2.0. Deux approches principales sont ;
- REST (REpresentational State Transfer) indique une façon d’échanger et de manipuler des données en utilisant simplement les verbes HTTP GET, POST, PUT et DELETE.
- SOAP, qui implique de poster à un serveur des requêtes XML comprenant une suite d’instructions à exécuter.

Dans les deux cas, les accès aux services sont définis par une interface de programmation (API).
Souvent, l’interface est spécifique au serveur.
Cependant, des interfaces de programmation web standardisées (par exemple, pour poster sur un blog) émergent. La plupart des communications avec des services web, mais pas toutes, impliquent une transaction sous forme XML (eXtensible Markup Language).
Voir aussi WSDL (Web Services Description Language), un standard de publication des interfaces de services web.

## Enjeux économiques
Après les gains apportés par la nouvelle économie, le Web 2.0 a permis l’enrichissement très rapide de quelques entreprises, comme cela avait été le cas lors de la première diffusion du Web. Ainsi, le fondateur de Facebook, Mark Zuckerberg, est devenu milliardaire à 23 ans.
Toutefois certains[Qui ?] s'étaient inquiétés du risque d'apparition d’une « bulle 2.0 » similaire à la première bulle internet. Le blog Techcrunch, premier blog de la liste A, fit même un article annonçant la mort du Web 2.0. La pierre tombale indiquait « 2004-2008 » (ce qui est également une référence valable dans le difficile exercice de datation de la naissance du Web 2.0). Cela dit, contrairement à ce qui a eu lieu pour la première bulle internet, cette fois les activités internet ne sont pas derrière la crise de 2008.

## Usages politiques et sociaux
La plupart des mouvements activistes utilisent le web pour organiser leurs actions et comme lieu de recrutement. Ils se le sont approprié en tant qu’accélérateur de la circulation de l'information et comme outil de mobilisation et d'interaction. De ce fait, l’avènement d'une nouvelle forme d'activisme politique correspond à un des éléments constitutifs du Web participatif. Les partis politiques et la société civile activiste ont transféré le terrain « réel » de leurs activités vers le World Wide Web. Des éléments permettent d'identifier les outils utilisés pour mettre à profit ce terrain.

### Web 2.0 et outils d'activisme en ligne
En 2009 a eu lieu une consultation européenne des citoyens en ligne afin de sonder l’avis des Européens sur les projets que devraient mettre en place les pouvoirs publics. Cette plateforme avait vocation à être un support d'échange entre citoyens sur la question de l'Europe. En France, la pétition « Sortir du nucléaire et favoriser les vraies énergies d’avenir » est arrivée en première position au bout d’un mois après publication. Ce succès est dû à la mobilisation en ligne active des réseaux antinucléaire. La pétition a été la plus visitée du site le mois de sa publication et les statistiques de la page font état de 34,1 % des visites provenant de boites de messagerie. Cet élément permet de mettre en lumière les ressorts et les usages des liens hypertextes dans le cadre du militantisme en ligne. Cette pétition a fait partie du terrain de recherche de Romain Badouard, maître de conférences en sciences de l’information et de la communication et a permis d’identifier un « répertoire d’action en ligne » à l’usage des activistes. Dans le cadre de la pétition sur la sortie du nucléaire, son URL a été partagée sur 21 sites. Cela pouvait être aussi bien des sites politiques que des blogues personnels. Elle a donc, à la fois été diffusée par courriel, via les fichiers de sympathisants, accompagnée d’une invitation à la signer et relayée, ce qui a permis d’en faire la pétition la plus consultée et signée. Ce cas a permis à Romain Badouard d’identifier les liens hypertextes comme un outil de mobilisation utilisé afin de réunir une somme d’individualité autour d’une stratégie qui elle, est collective, alors qu'à l'origine il s'agit d'un outil technique constitutif du Web permettant la circulation entre les pages.

## Critique du terme

### Contenu technologique
Contrairement à des termes comme HTML 4.01, désignant une technologie précise, ou Internet2 (avec lequel il ne doit pas être confondu et désignant un consortium), le Web 2.0 n’a pas de définition précise faisant consensus.
Les évolutions qu'il désigne ne résultent pas d'une concertation du World Wide Web Consortium. En conséquence, l’interactivité s'est faite en superposant de nombreuses couches, alors qu'ont été délaissés des langages évolués qui auraient permis un web plus riche. Certains informaticiens regrettent cette anarchie qui aboutit à de mauvaises performances.
Benjamin Bayart a dénoncé le fait que le contenu du Web 2.0 est bien plus centralisé par des institutions que ce que permet Internet. À la limite, il ne s’agit plus d’un réseau en toile d’araignée (web), mais en étoile. Par dérision, il propose d’appeler « Minitel 2.0 » ce que les médias appellent web 2.0.

### Utilisation en marketing
Les journalistes spécialisés ont été pris de court par l’emploi du terme « Web 2.0 » avant de l’employer eux-mêmes. Ils notent que de nombreux acteurs faisaient du Web 2.0 comme Monsieur Jourdain faisait de la prose, avant que le marketing n’impose ce terme. Cela fait du terme un buzzword utilisé souvent abusivement.
En résumé, aux yeux de ces informaticiens, l’expression « Web 2.0 » serait, au mieux, un terme générique pour un ensemble d’évolutions concernant davantage les usages que les techniques (donc relevant plus de la sociologie que de l’informatique).

### Utilisation d'unefaussenumérotation informatique
Le « .0 » évoque les numéros de versions des logiciels, mais les nouvelles versions des logiciels sont annoncées clairement, ce qui permet de les distinguer des précédentes, alors que l’existence du Web 2.0 est un constat a posteriori. Alors que des termes comme « Web participatif » désignent clairement un usage, l'utilisation d'un numéro peut évoquer une norme (ce qui n'est pas du tout le cas, par opposition, par exemple, à internet2 ou IPv6 — surtout, le Web 2.0 n'est pas issu d'une recommandation du World Wide Web Consortium).
Le « .0 » peut donner une impression de précision de la version, alors qu'au contraire ce que désigne le Web 2.0 reste assez flou, différents experts n'étant pas toujours d'accord sur le classement d'un service.

### Préexistence des technologies
Une autre critique est que des nouveautés attribuées au « Web 2.0 » reposent sur des technologies et des concepts du « Web 1.0 ». Ainsi, les exemples de services Web 2.0 (cf. ci-dessus) sont entièrement contenus dans le Web original.
Le terme de Web 2.0 a conduit à l’emploi des rétronymes web 1.0 et web 1.5 pour désigner les méthodes précédentes du web. Selon les définitions retenues, un forum Internet est classé dans la génération 1.5 ou 2.0. Or, non seulement les forums ont existé dès les débuts du web, mais usenet existait avant le web.
Beaucoup des idées du Web 2.0 ont été employées sur des sites web bien avant que le terme soit employé. Amazon.com, par exemple, a permis à ses utilisateurs d’écrire des critiques et des guides de consommation depuis son origine, et a ouvert son API aux développeurs tiers en 2002. Réciproquement, lorsqu’un site se proclame « Web 2.0 » parce qu’il utilise des fonctionnalités triviales telles que les blogs ou les dégradés, il s’agit souvent plus d’une tentative de promotion qu’une véritable exploitation des idées du Web 2.0.

### Antériorité
Il existe quelques exemples plus forts encore que celui d'Amazon dont le contenu généré par les utilisateurs n’est que périphérique au contenu du site :
- l’annuaire Dmoz, lancé en 1998, dont l’intégralité du contenu est généré par ses utilisateurs.
- l’agence de presse Indymedia fonctionne en publication ouverte depuis sa création, en 1999.

## Élargissement de la terminologie

### Numéros d’appellations
Après l’apparition de l’expression « Web 2.0 », toute une nomenclature est apparue pour décrire le présent, le passé et le futur du Web. Les usages présentés ici ne sont pas forcément les seuls. De plus, pour certains numéros, les utilisations sont très rares (par exemple Web 2.1).
| Statut                 | Appellation    | Précisions |
| ---------------------- | -------------- | --- |
| Déjà déployés          | Web 0.0        | Expression ironique désignant les phases de développement précédant l’existence réelle du Web, le fait que certaines personnes ne disposent pas d’internet ou un effet d’annonce sans aucun contenu. |
|                        | Web 0.5        | Expression plaisante désignant un site internet employant des méthodes dépassées, ou les services internet déployés sans être vraiment mûrs (en particulier le Web par téléphonie mobile). |
|                        | Web 1.0        | Web statique |
|                        | Web 1.5        | Web dynamique |
| Déjà déployés          | Web 2.0        | Web participatif, social et intelligence collective. Concept proposé par Tim O'Reilly en 2005. |
|                        | Web 2.1        | Web 2.0 rendu plus facile d’accès, ; l’expression est surtout une réflexion sur les améliorations à apporter au Web 2.0 dans un futur proche. |
|                        | Web 2.5        | Pour certains, désigne le Web transformé en plateforme pour les applications en ligne. Expression également utilisée par l’entreprise Criteo pour sa méthode de filtrage intelligent du contenu (le Web 2.0 étant vu comme l’apport de contenu sans discrimination des participants).                                                               |
| Développement en cours | Web² (Squared) | Le web comme un écosystème d'information. Concept proposé par Tim O'Reilly (et John Battelle) comme étape intermédiaire entre le Web 2.0 et le Web 3.0. Le choix du « ² » (au carré) signifie que le développement du web doit être vu comme une constante accélération et non un phénomène linéaire. Généralement lu « Squared » même en français. |
|                        | Web 3.0        | Expression désignant la prochaine évolution majeure du Web. Attendue comme étant le Web sémantique, ou Web des données ; d’autres pensent que ce sera le Web3D. Finalement en 2011 le Web.3.0 désigne également le Web par P2P d'un ordinateur à l'autre sans serveur,.                                                                             |
|                        | Web3d          | Sites internet 3D ; soutenu par le Web3D Consortium |
|                        | Web 4.0        | Pour Nova Spivack, patron de Radar Networks, désigne le WebOS, la possibilité de travailler avec des outils uniquement en ligne. Pour Joël de Rosnay ou Seth Godin,, désigne le Web symbiotique, utilisé en permanence. Sans contester la pertinence de ce découpage, Olivier Ertzscheid pense que ce Web 4.0 précédera le Web 3.0.                 |

Des blogueurs ont humoristiquement publié des articles sur ce qu’est, selon eux, le Web n.0. Certains l’utilisent comme nom de site, ou simplement pour railler les annonces d’améliorations d’une appellation à l’autre tout à fait identiques. Une start-up a annoncé dans un communiqué de presse parodique sa « découverte » du Web 5.0. Les organisateurs d’une conférence sur le Web 3.0 en avril 2007 notaient que les moteurs de recherche trouvaient à cette date de nombreuses réponses même pour l'expression « Web 9.0 ».
Nicholas Carr imagina pour sa part l’évolution du Web 1.0 au Web 5.0 en faisant de celle-ci la progression du monde vers une contre-utopie technologique.
Dans un dessin faisant la satire du Web 2.0, François Cointe montrait Google proposant le Web {\displaystyle \infty .0} (le «.0 » n’est pas du tout utilisable avec le symbole de l’infini) ; sur le même dessin, un pipeau portait l’inscription « Web 2.0 », et il en sortait une bulle 2.0. Se
Symétriquement, les numéros inférieurs à 1 sont employés pour évoquer le développement du Web. Ainsi, dans une thèse du MIT, l’expression « Web 0.2 » est employée pour désigner les premiers sites, et « Web.9 » pour les sites datant de juste avant l’apparition de l’économie numérique.

### Utilisation du 2.0
L'usage du «.0 » s’est largement répandu par allusion. En particulier, on trouve le suffixe « 2.0 » accolé à n'importe quel concept. Dans la plupart des cas, un concept untel 2.0 ne désigne pas nécessairement une « mise à jour majeure » (la plus grande transformation depuis sa création, puisqu'on en est au numéro 2) dudit concept, mais une utilisation du Web 2.0 dans son cadre. Une liste non exhaustive des expressions apparues pour cette acceptation comprend :
- Administration 2.0
- Banque 2.0
- Business 2.0
- CECRL 2.0 ou CEF 2.0[48]
- Économie 2.0
- Entreprise 2.0 (Knowledge Management 2.0)
- Gouvernement 2.0
- RH 2.0
- Learning 2.0
- Marketing 2.0
- Médecine 2.0
- Média 2.0
- Organisation 2.0
- Forum 2.0
- Violence 2.0
- Mal 2.0
- Injustice 2.0
- Pamphlet 2.0

Cela dit, on trouve aussi des usages qui n'ont rien à voir avec le Web 2.0, et ne font qu'utiliser cette terminologie en vogue. Un exemple très éloigné du domaine d’origine est l’utilisation de l’expression « Depression 2.0 » sur la couverture du Time pour évoquer la crise financière de 2008.

## Distinction
Le 25 décembre 2006, Time Magazine a choisi les internautes comme personnalité de l’année 2006. Depuis 1927 (date à laquelle le magazine a décerné le premier titre de personnalité de l’année), c’est la huitième fois que la personnalité de l’année n’est pas une personne en particulier reconnue exceptionnelle par l’équipe de rédaction du Time, mais un groupe de personnes. Le magazine américain a souhaité ainsi rendre hommage à la multitude d’internautes anonymes qui ont pris le contrôle de l’information sur le Web grâce aux applications Web 2.0.